# Bulbine ramosa
Bulbine ramosa är en grästrädsväxtart som beskrevs av Van Jaarsv. Bulbine ramosa ingår i släktet bulbiner, och familjen grästrädsväxter. Inga underarter finns listade i Catalogue of Life.